# Anglicismo
Anglicismo é um termo ou expressão da língua inglesa introduzido a outra língua, seja devido à necessidade de designar objetos ou fenómenos novos, para os quais não existe designação adequada na língua alvo, seja por qualquer motivo.
Tanto o português de Portugal como o do Brasil incorporaram um número considerável de anglicismos em décadas recentes, embora nem sempre os mesmos. Alguns anglicismos foram aportuguesados, principalmente no português de Portugal, outros permaneceram com a sua grafia original, principalmente no português do Brasil, pois já faziam o uso dos caracteres K, W e Y

## Exemplos
Usos de palavras ou expressões originais da língua inglesa:
- browser (navegador; leitor de hipertexto);
- cowboy (vaqueiro; no estilo do Velho Oeste nos EUA): filme de cowboy; Homem que luta por justiça nos filmes de séries dos EUA;
- drag queen (transformista, personagem criado por artistas performáticos)
- hit (sucesso, grande sucesso: canção que faz sucesso – Música);
- Home Depot (grande loja de materiais de construção, loja para venda de vários acessórios para a casa)
- home theater (cinema em casa): Áudio de qualidade sem precisar de caixas de som, aparelho para produzir filmes com ótimas qualidade de imagens
- home video (vídeo doméstico)
- link (ligação - em informática);
  - links externos (ligações externas);
- talk shows programa que mistura jornalismo e distração como entrevistas, músicas, esportes, etc.;
- mouse (rato: periférico de computador, em informática);
- play (reproduzir, tocar; reprodução: de música ou vídeo);
- performance (desempenho): alta performance de um computador (o alto desempenho de...);
- piercing (perfuração ornamental: em orelhas, dentes, umbigos etc)
- pub (bar, cervejaria);
- ranking (classificação, quadro de classificações)
- remake (refazer, refeito);
- remix (mistura – Música);
- rib (costela) Carne que se vende no mercado e comemos em casa
- shopping center ou apenas shopping (centro de compras, centro comercial);
- single (compacto: versão pequena, com dois ou 4 músicas)
- site (sítio, em informática); site oficial (sítio oficial)
- Outdoor (anúncios, propagandas enormes que são expostas nas ruas);
- Cupcake ("Bolo de caneca"; bolinhos recheados (alguns) com vários sabores e com vários tipos de cobertura, servido em cabeça ou não);
- Cookie (Biscoitos com gotas de chocolate).
- Pet shop (loja de animais ou loja de animais de estimação) usada principalmente no Brasil
- Pet (animal de estimação) usada principalmente no Brasil

## Palavras inglesas aportuguesadas (de uso aceito em geral)
- becape (cópia de segurança; de "back-up", em informática);[carece de fontes?]
- bife (pedaço de carne de gado; de "beef"; no entanto, bife é dito "steak", em inglês, e "beef" é usado em inglês com o sentido de carne bovina. Ademais, trata-se de uma influência indireta do francês, já que o inglês "beef" é derivado do francês "boeuf", o qual significa, também, "carne bovina");
- futebol (de football, usado na Inglaterra e em todo o mundo anglófono, exceto nos EUA, onde o futebol que conhecemos é dito como soccer, e a palavra football é traduzida em português como “futebol americano”, um tipo diferente do rugby, famoso esporte em que se usa uma bola oval);
- handebol(pt-BR) ou andebol(pt-PT?) (jogo semelhante ao basquete; de handball);
- tênis(pt-BR) ou ténis(pt-PT?) (esporte) (de "tennis");
- tênis(pt-BR) ou ténis(pt-PT?) (calçado) (de "tennis shoes");
- Videoclipe (ou clipe) (de “videoclip”);
- Serendipidade (descobertas afortunadas feitas, aparentemente, por acaso)

## Palavras aportuguesadas de uso regional
- Checar ("verificar", de to check, no Brasil, principalmente sudeste);
- Frizar ("colocar no "freezer", no Cabo Verde);
- Printar ("imprimir", de "to print", no Brasil, principalmente na linguagem técnica e pouco aceite).

## Anglicismos fonéticos
Além de empréstimos lexicais, algumas palavras estrangeiras são pronunciadas como se fossem inglesas apesar de não o serem.  Esse erro é comum quando se nomes estrangeiros em leem textos em língua inglesa. É comum também quando são narrados eventos esportivos. Em geral, se constituem em erros esporádicos e individuais, não caindo no uso geral.

## Anglicismos sintáticos
Os anglicismos também podem ocorrer no nível sintático. O exemplo mais comum é a justaposição de dois substantivos sem preposição para formar uma lexia complexa: "piano bar" (bar com piano), "futebol clube" (clube de futebol), etc. Em geral, nesses casos, uma das palavras da lexia é também de origem inglesa.
Pouco comum e mais corrente em pessoas que usam o inglês com mais frequência é o uso de preposição no final da frase: "é preciso saber mais sobre", "vamos comer fora", "não podes ficar sem".